# 邦杜夫勒
邦杜夫勒（法語：Bondoufle，法語發音：[bɔ̃dufl] ⓘ）是法国法兰西岛大区埃松省的一个市镇，位于该省东北部，属于埃夫里区。

## 地理
邦杜夫勒（48°36'48"N, 2°22'50"E）面积6.76 平方千米，位于法国法蘭西島大區埃松省，该省份为法国北部内陆省份，北起上塞纳省和马恩河谷省，西接厄尔-卢瓦省和伊夫林省，南至卢瓦雷省，东临塞纳-马恩省。
与邦杜夫勒接壤的市镇（或旧市镇、城区）包括：里斯-奥朗日斯、弗勒里梅罗日斯、利斯、勒普莱西帕泰、大韦尔、埃夫里-库尔库罗讷。

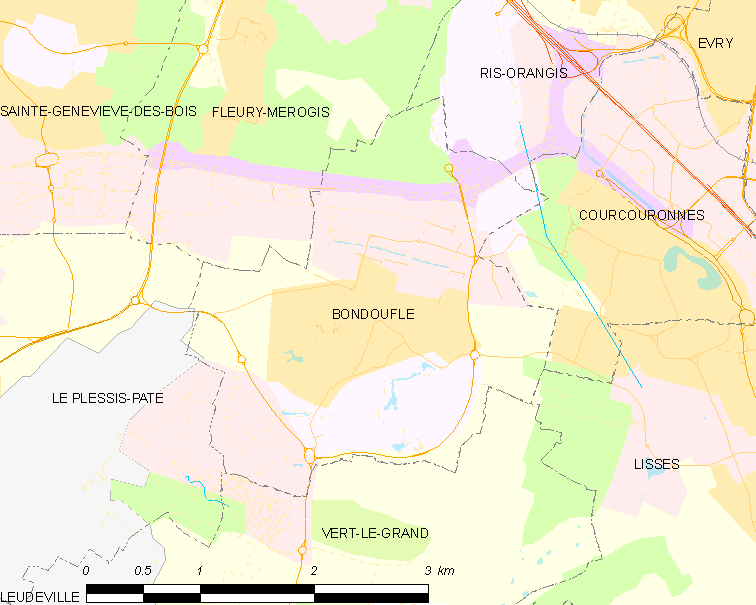
邦杜夫勒的OSM定位图

邦杜夫勒的时区为UTC+01:00、UTC+02:00（夏令时）。

## 行政
邦杜夫勒的邮政编码为91070，INSEE市镇编码为91086。

## 政治
邦杜夫勒所属的省级选区为里斯-奥朗日斯县。

## 人口

1962-2008年间邦杜夫勒人口变化图示

邦杜夫勒于2022年1月1日时的人口数量为10833人。